# Para soñar
Para soñar es el decimonoveno álbum de Daniela Romo, lanzado en diciembre de 2012
El 23 de enero Daniela recibe un disco de oro por las ventas de este álbum.

## Lista de canciones
Disco 1:
1. A veces
2. Adelante corazón
3. Dueña de mi corazón
4. Para Soñar
5. De mi enamórate
6. Ayer perdí mi corazón
7. Celos [ A dúo con Manuel Mijares ]
8. Abuso
9. Mía
10. Mentiras [ A dúo con Gloria Trevi ]
11. Yo no te pido la luna
12. La ocasión para amarnos
Disco 2:
1. Con las alas del alma
2. Me vuelves loca
3. Quiero amanecer con alguien
4. Mátame
5. Para que te quedes conmigo
6. Te amaré hasta el final
7. Desnuda
8. Enamorada de ti
9. Pensar en ti
10. Qué sabes tu
11. Duele
12. Poesías
13. Cuando hay amor, no hay pecado
- Datos: Q6060417